# カルロス・マルチェナ
カルロス・マルチェナ・ロペス（Carlos Marchena López, 1979年7月31日 - ）は、スペイン・セビリア県ラス・カベサス出身の元同国代表サッカー選手、現サッカー指導者。ポジションはDFまたはMF。
キャリアの全盛期をバレンシアCFで過ごし、2度のラ・リーガ優勝を含む5つのメジャータイトル獲得に貢献した。ラ・リーガにはセビージャFC、バレンシア、ビジャレアルCF、デポルティーボ時代を合計して330試合11ゴールを13年間で記録した。スペインで18年間を過ごした後、インドのケーララ・ブラスターズFCに加入して現役を引退した。

## 経歴

### クラブ
セビージャFCのカンテラで育ち、1997年にトップチーム・デビューした。そのため、今でも熱烈なセビジスタである。1999-2000シーズンにはプリメーラ・ディビシオンに昇格したチームで主力として活躍したが、2000-01シーズンにはわずか1シーズンでのセグンダ・ディビシオン降格を経験した。2000-01シーズンはベンフィカに在籍。その後、2001年夏にズラトコ・ザホビッチとのトレードでバレンシアCFへ移籍し、31シーズンぶりのリーガ・エスパニョーラ優勝に貢献した。2003-04シーズンにはリーガ・エスパニョーラとUEFAカップの二冠獲得を果たした。リーガ・エスパニョーラ屈指の堅さを誇るバレンシアCF守備陣の中心選手の1人であったが、足元の技術の高さと、ときおり見せる不安定なプレーがCBとしては問題であることから、守備的なピボーテとして起用されることが多かった。2007-08シーズンにはコパ・デル・レイで優勝した。
2010年8月1日、ビジャレアルCFに3年契約で移籍した。
2012年8月7日、ビジャレアルの降格に伴い昇格を果たしたデポルティーボ・ラ・コルーニャに移籍。
2016年1月19日、現役引退の意思を表明。

### 代表
1999年にナイジェリアで開催されたFIFAワールドユース選手権にU-20スペイン代表の一員として、シャビ・エルナンデス、ガブリらと共に優勝に貢献した。2000年にはシドニー・オリンピックにU-23スペイン代表として出場し、銀メダルを獲得した。2002年8月のハンガリー戦でA代表デビューし、2004年にはUEFA EURO 2004に出場した。2006年のドイツW杯では1試合の出場にとどまった。2008年のUEFA EURO 2008ではCBのレギュラーとして6試合3失点という堅いディフェンス陣を築き、スペインの優勝に貢献した。
2003年6月7日にギリシャに敗れて以来、2010年9月8日にアルゼンチンに敗れるまでの7年3ヶ月の間マルチェナが出場する試合ではスペイン代表の不敗が続いていた。2010年5月29日のサウジアラビア戦に勝利して国際Aマッチ50戦連続無敗の世界新記録を達成した。

## 人物
- ツアーコンダクターの資格を持っており、言語の習得に熱心である[6]。

## 個人成績
| クラブ                 | シーズン     | リーグ戦           | リーグ戦 | リーグ戦 | 国内カップ | 国内カップ | 国際大会 | 国際大会 | 合計 | 合計 |
| クラブ                 | シーズン     | ディヴィジョン     | 出場     | 得点     | 出場       | 得点       | 出場     | 得点     | 出場 | 得点 |
| ---------------------- | ------------ | ------------------ | -------- | -------- | ---------- | ---------- | -------- | -------- | ---- | ---- |
| セビージャB            | 1997-98      | セグンダB          | 3        | 0        | -          | -          | -        | -        | 3    | 0    |
| セビージャ             | 1997-98      | セグンダ           | 17       | 0        | 0          | 0          | -        | -        | 17   | 0    |
| セビージャ             | 1998-99      | セグンダ           | 18       | 1        | 8          | 0          | -        | -        | 26   | 1    |
| セビージャ             | 1999-00      | プリメーラ         | 33       | 0        | 0          | 0          | -        | -        | 33   | 0    |
| セビージャ             | 通算         | 通算               | 68       | 1        | 8          | 0          | 0        | 0        | 76   | 1    |
| ベンフィカ             | 2000-01      | プリメイラ・リーガ | 20       | 2        | 0          | 0          | 0        | 0        | 20   | 2    |
| バレンシア             | 2001-02      | プリメーラ         | 16       | 1        | 1          | 0          | 5        | 0        | 22   | 1    |
| バレンシア             | 2002-03      | プリメーラ         | 26       | 0        | 4          | 0          | 9        | 0        | 39   | 0    |
| バレンシア             | 2003-04      | プリメーラ         | 31       | 2        | 5          | 0          | 8        | 0        | 44   | 0    |
| バレンシア             | 2004-05      | プリメーラ         | 32       | 2        | 1          | 0          | 5        | 0        | 38   | 1    |
| バレンシア             | 2005-06      | プリメーラ         | 25       | 0        | 4          | 0          | 3        | 0        | 31   | 0    |
| バレンシア             | 2006-07      | プリメーラ         | 22       | 0        | 2          | 0          | 4        | 0        | 28   | 0    |
| バレンシア             | 2007-08      | プリメーラ         | 28       | 0        | 8          | 0          | 7        | 0        | 43   | 0    |
| バレンシア             | 2008-09      | プリメーラ         | 26       | 1        | 4          | 1          | 7        | 1        | 37   | 3    |
| バレンシア             | 2009-10      | プリメーラ         | 24       | 2        | 3          | 1          | 8        | 0        | 35   | 3    |
| バレンシア             | 通算         | 通算               | 230      | 8        | 32         | 2          | 57       | 1        | 319  | 11   |
| ビジャレアル           | 2010-11      | プリメーラ         | 28       | 1        | 0          | 0          | 12       | 2        | 40   | 3    |
| ビジャレアル           | 2011-12      | プリメーラ         | 17       | 0        | 1          | 0          | 6        | 1        | 24   | 1    |
| ビジャレアル           | 通算         | 通算               | 45       | 1        | 1          | 0          | 18       | 3        | 64   | 4    |
| デポルティーボ         | 2012-13      | プリメーラ         | 22       | 2        | 1          | 0          | -        | -        | 23   | 2    |
| デポルティーボ         | 2013-14      | セグンダ           | 22       | 3        | 1          | 0          | -        | -        | 23   | 3    |
| デポルティーボ         | 通算         | 通算               | 44       | 5        | 2          | 0          | 0        | 0        | 46   | 5    |
| ケーララ・ブラスターズ | 2015         | スーパーリーグ     | 1        | 0        | 0          | 0          | 0        | 0        | 1    | 0    |
| キャリア通算           | キャリア通算 | キャリア通算       | 408      | 17       | 43         | 2          | 75       | 4        | 526  | 23   |

## 代表歴

### 出場大会
- U-20スペイン代表

1999年 - 1999 FIFAワールドユース選手権（優勝）
- U-21スペイン代表

2000年 - UEFA U-21欧州選手権2000（3位）
- U-23スペイン代表

2002年 - シドニーオリンピック（銀メダル）
- スペイン代表

2004年 - UEFA EURO 2004（グループステージ敗退）
2006年 - 2006 FIFAワールドカップ（ベスト16）
2008年 - UEFA EURO 2008（優勝）
2009年 - FIFAコンフェデレーションズカップ2009（優勝）
2010年 - 2010 FIFAワールドカップ（優勝）

### 試合数
- 国際Aマッチ 69試合 2得点（2002年 - 2011年）[7]

| スペイン代表 | 国際Aマッチ | 国際Aマッチ |
| 年           | 出場        | 得点        |
| ------------ | ----------- | ----------- |
| 2002         | 3           | 0           |
| 2003         | 9           | 0           |
| 2004         | 9           | 0           |
| 2005         | 6           | 1           |
| 2006         | 1           | 0           |
| 2007         | 10          | 1           |
| 2008         | 10          | 0           |
| 2009         | 8           | 0           |
| 2010         | 11          | 0           |
| 2011         | 2           | 0           |
| 通算         | 69          | 2           |

### 得点
| # | 開催日        | 開催地                                     | 対戦国                   | スコア | 結果 | 大会                          |
| - | ------------- | ------------------------------------------ | ------------------------ | ------ | ---- | ----------------------------- |
| 1 | 2005年6月8日  | バレンシア、エスタディオ・デ・メスタージャ | ボスニア・ヘルツェゴビナ | 1-1    | 1-1  | 2006 FIFAワールドカップ・予選 |
| 2 | 2007年8月22日 | テッサロニキ、トゥンバ・スタジアム         | ギリシャ                 | 1-1    | 2-3  | 親善試合                      |

## タイトル

### クラブ
バレンシア
- プリメーラ・ディビシオン : 2回 (2001-02, 2003-04)
- コパ・デル・レイ : 1回 (2007-08)
- UEFAカップ : 1回 (2003-04)
- UEFAスーパーカップ : 1回 (2004)

### 代表
U-20スペイン代表
- FIFAワールドユース選手権 : 1回 (1999)

U-23スペイン代表
- オリンピック銀メダル : 1回 (2000)

スペイン代表
- FIFAワールドカップ : 1回 (2010)
- UEFA欧州選手権 : 1回 (2008)
- FIFAコンフェデレーションズカップ : 1回 (2009)

### 個人
- UEFA EURO 2008大会ベストイレブン